# Alex Sullca Cáceres
Alex Max Sullca Cáceres es un profesor y político peruano. Fue alcalde de la provincia de San Antonio de Putina entre 2007 y 2010.

## Biografía
Nació en Putina, Perú, el 4 de agosto de 1983. Cursó sus estudios primarios y secundarios en su ciudad natal. Cursó estudios superiores de educación entre 2000 y 2005 en la Universidad Nacional del Altiplano.

## Carrera política

### Alcalde Provincial de San Antonio de Putina
Su primera participación política se dio en elecciones municipales del 2006 cuando fue elegido como Alcaldes de San Antonio de Putina para el periodo 2007 a 2010. 

### Candidato a la Presidencia del Gobierno Regional de Puno
Luego de su gestión participó en las elecciones regionales de 2010 como candidato a presidente del Gobierno Regional de Puno por el partido Sí Trabaja sin éxito.